# تيراباور
تيراباور (بالإنجليزية: TerraPower)‏ هي شركة أمريكية تقوم بتصميم مفاعلات نووية، يقع مقرها الرئيسي في بالفيو،واشنطن.تقوم حالياً يتطوير نوع من مفاعل سريع النيوترونات يسمى مفاعل الموجة المتحركة.